# Lau-eilanden
De Lau-eilanden (ook: Laugroep of Oostelijke Archipel) zijn een eilandengroep in Fiji, ten oosten van de Korozee. Ze vallen uiteen in drie groepen:
- de noordelijke groep, hoofdzakelijk vulkanische hoge eilanden
- de zuidelijke groep, hoofdzakelijk lage eilanden op koraalriffen
- de Moala-eilanden

De archipel bestaat uit ongeveer 100 eilanden, waarvan er ongeveer 30 bewoond zijn. De totale landoppervlakte beslaat 487 km² en vormt de provincie Lau, een van de drie provincies in de divisie Eastern.